# Micrurus diana
Micrurus diana (кораловий аспід Діани) — вид отруйних змій родини аспідових (Elapidae). Ендемік Бразилії.

## Поширення і екологія
Коралові аспіди Діани мешкають в ізольованих горах Серранія-де-Сантьяго і Серранія-де-Уанчака в департаменті Санта-Крус на сході Болівії, а також спостерігалися в болівійському департаменті Бені та на заході бразильського штату Мату-Гросу. Вони живуть у незайманих відкритих напіввологих листяних лісах, на висоті 240 до 700 м над рівнем моря.